# Покоління елементарних частинок
| Тип        | Перше               | Друге           | Третє           |
| Кварки     | Кварки              | Кварки          | Кварки          |
| ---------- | ------------------- | --------------- | --------------- |
| вгору      | u-кварк             | c-кварк         | t-кварк         |
| донизу     | d-кварк             | s-кварк         | b-кварк         |
| Лептони    |                     |                 |                 |
| заряджені  | електрон            | мюон            | тауон           |
| нейтральні | електронне нейтрино | мюонне нейтрино | таонне нейтрино |

Покоління елементарних частинок — три групи в класифікації фундаментальних частинок-ферміонів, члени якої мають однакові властивості, відрізняючись тільки за масою і  ароматом, всі фундаментальні взаємодії і  квантові числа ідентичні. Згідно зі  Стандартною моделлю, існує всього три покоління. 
У кожному поколінні два лептони і два кварки. Два лептони - це один лептон з  електричним зарядом -1 (подібний до електрона) і один нейтральний (нейтрино); з двох кварків один має заряд -1/3 (на зразок d-кварка), а другий +2/3 (на зразок u-кварка).
- До першого покоління належать d-кварк, u-кварк, електрон та електронне нейтрино.

- До другого покоління: s-кварк, c-кварк, мюон та мюонне нейтрино.

- До третього: b-кварк, t-кварк, тауон та тауонне нейтрино.

Частинки вищих поколінь зазвичай розпадаються, утворюючи частинки нижчих поколінь. 
Пошуки четвертого покоління продовжуються, але аналіз результатів досліджень свідчить про те, що його, мабуть, не існує. 
Кожен член наступного покоління має масу більшу, ніж відповідна частинка попереднього (для нейтрино це залишається припущенням, зворотна ієрархія мас не виключена експериментально). Наприклад, заряджений лептон першого покоління (електрон) має масу всього 0,511 МеВ, мюон (друге покоління) має масу 106 МеВ, а тау-лептон (третє покоління) має масу 1777 МеВ (майже вдвічі більшу, ніж маса протона). 
Всі звичайні атоми містять частки першого покоління. Електрони оточують атомне ядро, що складається з протонів і нейтронів, які містять u-і d-кварки. Друге і третє покоління заряджених частинок не присутні у звичайній матерії і спостерігаються тільки в умовах дуже високих енергій. Нейтрино всіх поколінь пронизують Всесвіт, але рідко взаємодіють із звичайною матерією.

## Можливе існування четвертого покоління
Можливість існування четвертого (п'ятого і т. д.) поколінь деякою мірою виключена експериментом. Наприклад, якби існували нові покоління щодо легких ферміонів, пов'язаних з Z-бозоном, останній мав би більшу  ширину розпаду, ніж дослідно виміряне значення, яке збігається з теоретично передбаченим для випадку трьох поколінь. Таким чином, наступні покоління елементарних ферміонів можливі тільки у випадку, якщо їхні члени мають масу більшу, ніж половина маси Z-бозона і / або не взаємодіють з ним. Крім того, три покоління легких нейтрино узгоджуються із визначеною із астрономічних спостережень космологічною поширеністю гелію.